# Cydia
Cydia (укр. цидіа) — це програмний додаток для операційної системи iOS, який дозволяє користувачеві знайти і встановити пакети програмного забезпечення для iPhone, iPad, iPod Touch або інші пристрої, які знаходяться під керуванням системи iOS та піддалися операції Jailbreak.
Більшість програмних пакетів, доступних через Cydia, безкоштовні, але також представлені кілька сотень пакетів для продажу через онлайн магазин Cydia Store, який є аналогічним до App Store.
Cydia розроблена Джеєм Фріменом (Jay Freeman, також відомий як «Saurik») і його компанією SaurikIT. Головна суть програми полягає в розширенні можливостей програм та зміни елементів інтерфейсу для iPhone, iPad, iPod Touch.
Cydia може бути встановлена шляхом відновлення прошивки, з допомогою програми Pwnagetool, Sn0wbreeze або Redsn0w та інших програм для Jailbreak.

## Мета і функції
Основна мета Cydia — це надання графічного інтерфейсу користувачам «зламаних» iOS пристроїв, для встановлення програмного забезпечення, якого поки немає на App Store. Він також працює як агрегатор сховищ, щоб уникнути залежності від одного хоста і постачати ПЗ з кількох довірених джерел ПЗ. Багато пакетів стабільного ПЗ доступні в різних джерелах, однак додаткові джерела можуть бути легко додані. Це дозволяє розробникам ПЗ для iOS залишатися максимально відкритими, кожен може розробити ПЗ, оновлювати його через власне сховище і поділитися цим ПЗ зі спільнотою.
Програмні пакети завантажуються безпосередньо в iOS пристрої, туди ж, куди й додатки від Apple (каталог / Applications). («Зламані» пристрої можуть також як і раніше купувати і завантажувати програми з офіційної App Store).
Використання Cydia можливо тільки на «зламаному» за допомогою джейлбрейка пристрої. У законності такого «злому» iPhone були сумніви до липня 2010 року, коли Digital Millennium Copyright Act визначив цю операцію на iPhone законною. Політика компанії Apple полягає у позбавленні гарантії пристрою, який був «зламаний» джейлбрейком.

## Історія
Фрімен вперше випустив під відкритим вихідним кодом Cydia в лютому 2008 року як альтернативу для Installer.app на iPhone OS 1.1, але Cydia швидко стала найпопулярнішим менеджером пакетів після iPhone OS 2.0 в липні 2008 року.
У серпні 2009 року Фрімен сказав, що «близько 4 млн осіб, або 10 відсотків з 40 мільйонів власників iPhone й iPod Touch нині встановили Cydia».
У вересні 2010 року компанія Фрімана, SaurikIT, LLC оголосила, що придбала Rock Your Phone, Inc (виробники Rock.app), який зробив Cydia Store — найбільшого магазину сторонніх додатків для зламаних пристроїв iOS.
У грудні 2010 року Фрімен оголосив про плани випустити також магазин Cydia для Mac OS X.
Станом на квітень 2011 року, прибуток від Cydia був $10 млн річного доходу і 4,5 млн нових користувачів щотижня.